# Campeonato Pernambucano 1981
In 1981 werd het 67ste Campeonato Pernambucano gespeeld voor voetbalclubs uit de Braziliaanse staat Pernambuco. De competitie werd georganiseerd door de FPF en werd gespeeld van 17 mei tot 6 december. Er werden drie toernooien gespeeld, de winnaars plaatsten zich voor het superkampioenschap. Sport werd kampioen.

## Eerste toernooi

### Eerste fase
| Plaats | Club                  | Wed. | W | G | V | Saldo | Ptn. |
| ------ | --------------------- | ---- | - | - | - | ----- | ---- |
| 1.     | Santa Cruz            | 9    | 8 | 1 | 0 | 29:3  | 17   |
| 2.     | Náutico               | 9    | 6 | 3 | 0 | 17:1  | 15   |
| 3.     | Central               | 9    | 6 | 2 | 1 | 22:9  | 14   |
| 4.     | América               | 9    | 5 | 1 | 3 | 22:12 | 11   |
| 5.     | Sport do Recife       | 9    | 4 | 3 | 2 | 24:5  | 11   |
| 6.     | Comercial             | 9    | 3 | 1 | 5 | 13:16 | 7    |
| 7.     | Santo Amaro           | 9    | 1 | 5 | 3 | 6:13  | 7    |
| 8.     | Ferroviário do Recife | 9    | 2 | 1 | 6 | 15:19 | 5    |
| 9.     | Atlético Caruaru      | 9    | 1 | 1 | 7 | 8:28  | 3    |
| 10.    | Íbis                  | 9    | 0 | 0 | 9 | 1:51  | 0    |

|  | Naar tweede fase en geplaatst voor finale |
|  | Naar tweede fase                          |

### Tweede fase
| Plaats | Club       | Wed. | W | G | V | Saldo | Ptn. |
| ------ | ---------- | ---- | - | - | - | ----- | ---- |
| 1.     | Náutico    | 6    | 4 | 1 | 1 | 9:2   | 9    |
| 2.     | Santa Cruz | 6    | 2 | 3 | 1 | 5:6   | 7    |
| 3.     | Central    | 6    | 1 | 2 | 3 | 5:8   | 4    |
| 4.     | América    | 6    | 1 | 2 | 3 | 4:7   | 4    |

|  | Geplaatst voor finale |

### Finale
|                |            |       |         |  |
| 15 juli Finale | Santa Cruz | 2 – 1 | Náutico |  |
| 15 juli Finale | Baiano ,   |       | Rocha   |  |

## Tweede toernooi

### Eerste fase
| Plaats | Club                  | Wed. | W | G | V | Saldo | Ptn. |
| ------ | --------------------- | ---- | - | - | - | ----- | ---- |
| 1.     | Sport do Recife       | 9    | 8 | 1 | 0 | 22:3  | 17   |
| 2.     | Náutico               | 9    | 8 | 0 | 1 | 18:3  | 16   |
| 3.     | Santa Cruz            | 9    | 5 | 3 | 1 | 26:8  | 13   |
| 4.     | Central               | 9    | 4 | 2 | 3 | 9:5   | 10   |
| 5.     | Comercial             | 9    | 3 | 2 | 4 | 8:13  | 8    |
| 6.     | Santo Amaro           | 9    | 2 | 4 | 3 | 12:14 | 8    |
| 7.     | América               | 9    | 2 | 3 | 4 | 10:14 | 7    |
| 8.     | ] Atlético Caruaru    | 9    | 2 | 2 | 5 | 7:11  | 6    |
| 9.     | Ferroviário do Recife | 9    | 2 | 1 | 6 | 8:15  | 5    |
| 10.    | Íbis                  | 9    | 0 | 0 | 9 | 3:37  | 0    |

|  | Naar tweede fase en geplaatst voor finale |
|  | Naar tweede fase                          |

### Tweede fase
| Plaats | Club            | Wed. | W | G | V | Saldo | Ptn. |
| ------ | --------------- | ---- | - | - | - | ----- | ---- |
| 1.     | Central         | 6    | 3 | 3 | 0 | 5:2   | 9    |
| 2.     | Sport do Recife | 6    | 4 | 0 | 2 | 8:4   | 8    |
| 3.     | Náutico         | 6    | 2 | 1 | 3 | 4:6   | 5    |
| 4.     | Santa Cruz      | 6    | 0 | 2 | 4 | 3:8   | 2    |

|  | Geplaatst voor finale |

### Finale
|                     |         |             |                 |  |
| 13 september Finale | Central | 0 – 2       | Sport do Recife |  |
| 13 september Finale |         | Denô Vilson |                 |  |

## Derde toernooi
Atlético Caruaru en Íbis, de twee clubs met de minste punten uit de eerste twee toernooien, vielen af voor het derde toernooi.

### Eerste fase
| Plaats | Club                  | Wed. | W | G | V | Saldo | Ptn. |
| ------ | --------------------- | ---- | - | - | - | ----- | ---- |
| 1.     | Náutico               | 7    | 6 | 1 | 0 | 10:2  | 13   |
| 2.     | Santa Cruz            | 7    | 4 | 2 | 1 | 21:4  | 10   |
| 3.     | Sport do Recife       | 7    | 4 | 2 | 1 | 11:3  | 10   |
| 4.     | Central               | 7    | 4 | 2 | 1 | 8:3   | 10   |
| 5.     | América               | 7    | 2 | 1 | 4 | 11:11 | 5    |
| 6.     | Comercial             | 7    | 2 | 1 | 4 | 6:10  | 5    |
| 7.     | Santo Amaro           | 7    | 1 | 0 | 6 | 6:23  | 2    |
| 8.     | Ferroviário do Recife | 7    | 0 | 1 | 6 | 3:20  | 1    |

|  | Naar tweede fase en geplaatst voor finale |
|  | Naar tweede fase                          |

### Tweede fase
| Plaats | Club            | Wed. | W | G | V | Saldo | Ptn. |
| ------ | --------------- | ---- | - | - | - | ----- | ---- |
| 1.     | Sport do Recife | 6    | 3 | 2 | 1 | 10:4  | 8    |
| 2.     | Santa Cruz      | 6    | 2 | 4 | 0 | 7:2   | 8    |
| 3.     | Náutico         | 6    | 2 | 2 | 2 | 3:4   | 6    |
| 4.     | Central         | 6    | 1 | 0 | 5 | 3:13  | 2    |

|  | Geplaatst voor finale |

### Finale
In geval van gelijke stand wint Náutico omdat het in de totaalstand van het derde toernooi beter presteerde dan Sport.
|                    |         |             |                 |  |
| 18 november Finale | Náutico | 0 – 0       | Sport do Recife |  |
| 18 november Finale |         | Denô Vilson |                 |  |

## Superkampioenschap
| Plaats | Club            | Wed. | W | G | V | Saldo | Ptn. |
| ------ | --------------- | ---- | - | - | - | ----- | ---- |
| 1.     | Sport do Recife | 2    | 1 | 1 | 0 | 2:0   | 3    |
| 2.     | Náutico         | 2    | 1 | 0 | 1 | 1:2   | 2    |
| 3.     | Santa Cruz      | 2    | 0 | 1 | 1 | 0:1   | 1    |

|  | Kampioen |

## Kampioen
| Campeonato Pernambucano de 1981 |
| Pernambuco                      |
| ------------------------------- |
| SPORT Kampioen (23° titel)      |